# Snovač pospolitý
Snovač pospolitý (Philetairus socius) je drobný pták z čeledi snovačovitých, který žije výhradně na jihu Afriky. Je to jediný zástupce rodu Philetairus. Vyskytuje se v Jihoafrické republice, v Namibii a v Botswaně, přičemž centrem jeho rozšíření je jihoafrická provincie Severní Kapsko.

## Popis
Snovač pospolitý dorůstá velikosti 14 cm a hmotnosti 26 až 32 g. Temeno je hnědé. Bradu a hrdlo pokrývá černé peří sahající až k oku. Pera na šíji a bocích jsou tmavě hnědá až černavá se světlými lemy vytvářejícími vlnkování, které přechází ze šíje i na světlejší pláštík a křídla. Tváře, hruď a břicho jsou světlejší a bez vlnkování. Šat dospělých samců a samic je stejný.
Tento ptačí druh si staví ohromné společné hnízdní kolonie, v nichž může být až 300 samostatných hnízd. Tyto z bláta a trávy zbudované útvary, jež bývají až 4 m vysoké a 8 m dlouhé, jsou možná největší a nejvelkolepější ptačí stavby na světě.

## Poddruhy
- Philetairus socius socius
- Philetairus socius eremnus
- Philetairus socius xericus
- Philetairus socius geminus

## Galerie

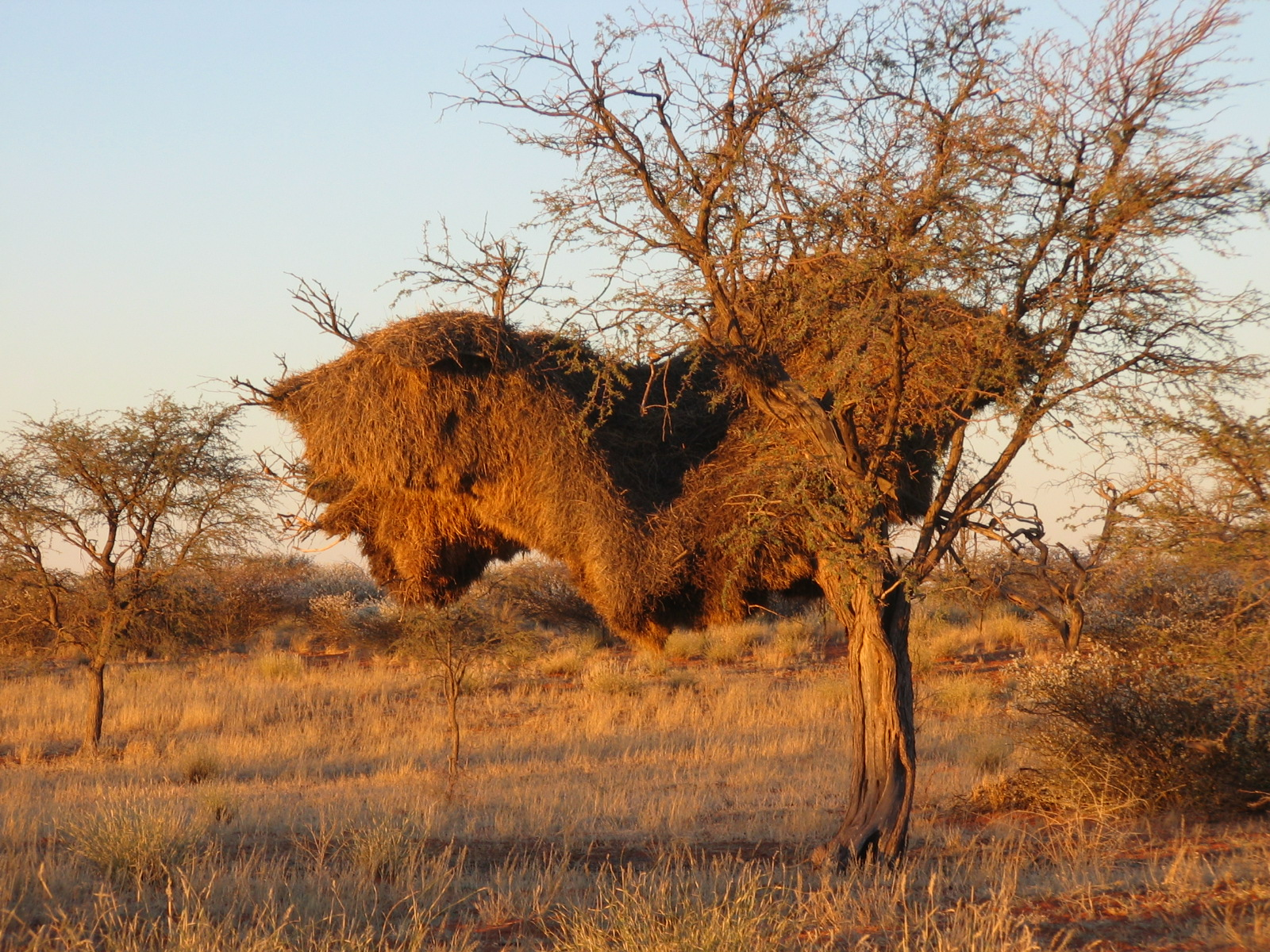
Hnízdní kolonie snovačů pospolitých jsou největší ptačí stavby na světě.
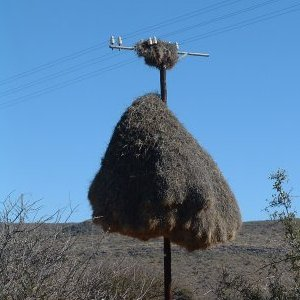
Hnízdní kolonie na sloupu elektrického vedení
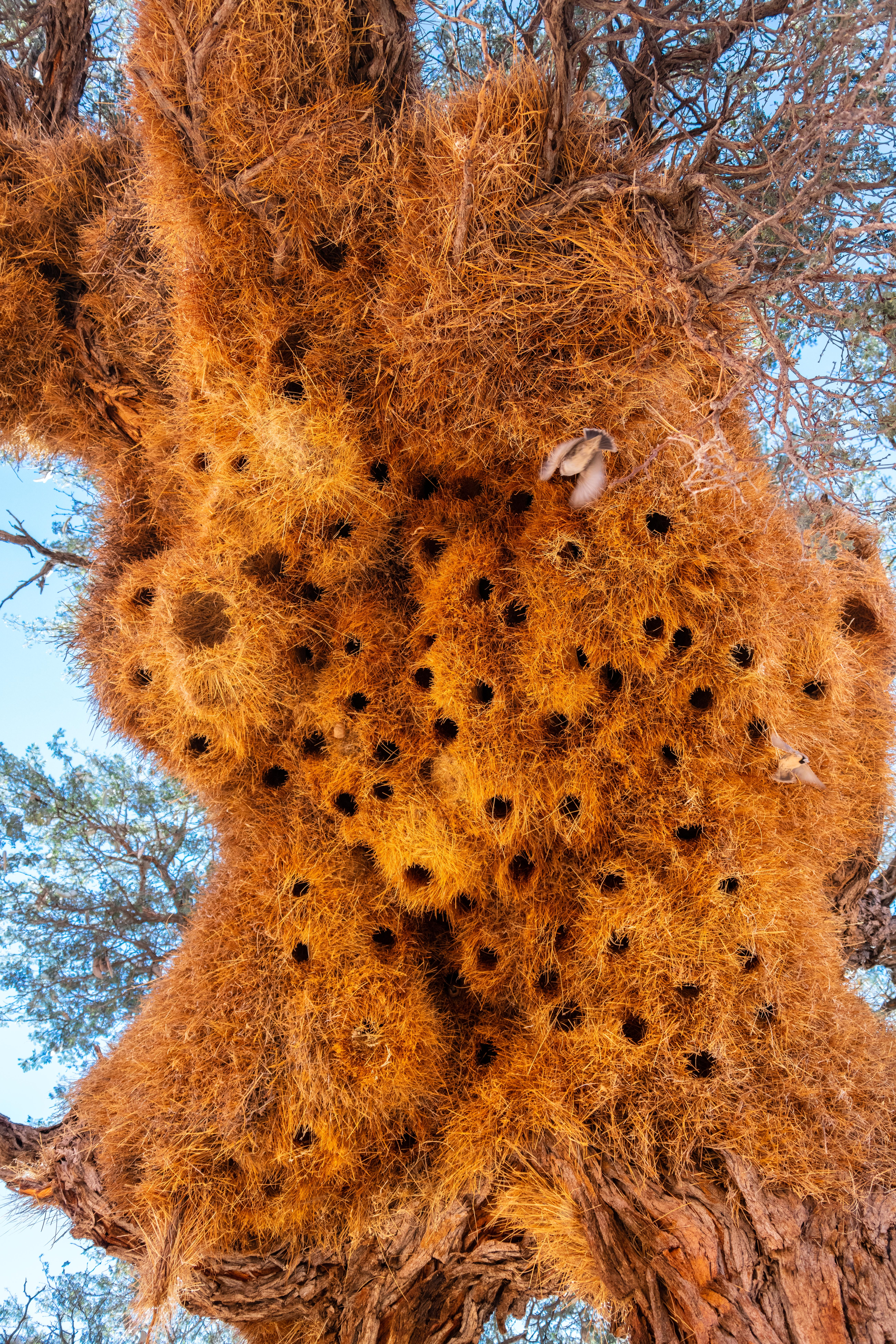
Hnízdní kolonie zblízka
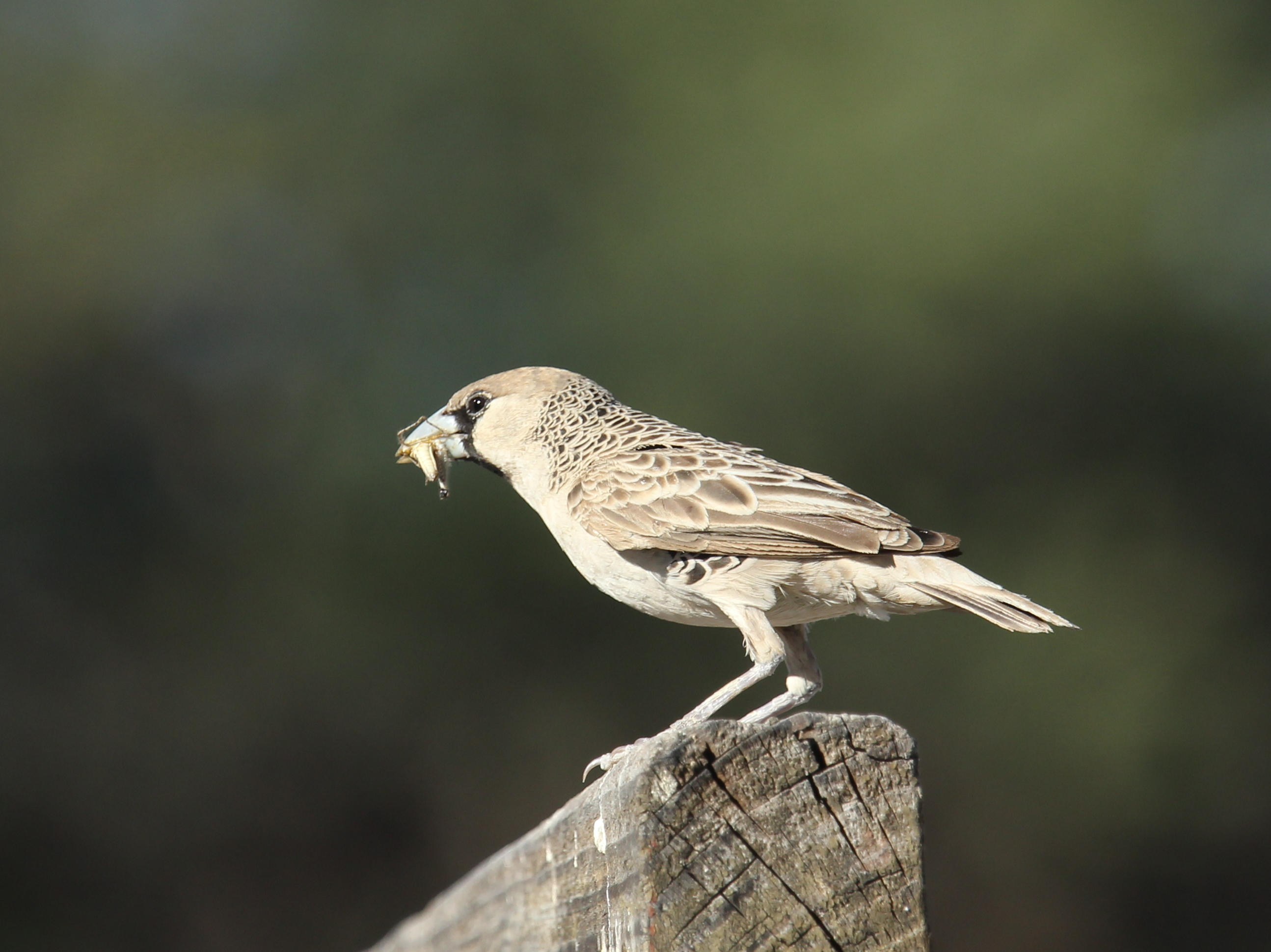
Snovač s úlovkem v zobáku